# Otto Ludwig (Pianist)
Otto Ötte Ludwig (* 19. November 1909 in Bochum; † 17. September 1992 in Elmau) war ein deutscher Pianist.

## Leben
Otto Ludwig wurde in Bochum geboren, wuchs aber in Heilbronn auf, wo sein Vater, der den Beruf des Klavierbauers erlernt hatte, eine Musikalienhandlung betrieb. Nach Abschluss seiner Schulzeit studierte er Klavier bei Hans von Besele an der Stuttgarter Musikhochschule. Der damalige Direktor der Musikhochschule Carl Wendling, der bereits seit einigen Jahren regelmäßig mit seinem Wendling-Quartett in Schloss Elmau spielte, war von dem jungen Pianisten so beeindruckt, dass er ihn Johannes Müller für eine Einladung nach Elmau empfahl. So kam Otto Ludwig 1932 zum ersten Mal in das oberbayerische Schloss in der Nähe von Garmisch-Partenkirchen, wo er anfänglich vertretungsweise zum Tanz aufspielte.
In den nachfolgenden Jahren arbeitete er dort während seiner Semesterferien als Pianist, bis er nach Abschluss seines Studiums im Jahre 1937 ganz nach Elmau ging und ab diesem Zeitpunkt bis unmittelbar vor seinem Lebensende dort regelmäßig Klavierabende abhielt, sich als Klavierbegleiter an kammermusikalischen Konzerten beteiligte und bei von bedeutenderen Pianisten gespielten Klavierkonzerten (in einer Besetzung für zwei Klaviere oder für Klavier zu vier Händen) den Secondo-Part übernahm – und außerdem stets bei den damals in Schloss Elmau traditionell gepflegten Tanzabenden zu Polonaise und Quadrille aufspielte.
Carl Wendling äußerte sich später wie folgt über seinen Schüler:
„Otto Ludwig besitzt eine außergewöhnliche Begabung für das Klavier. Eine virtuose Technik, die alle Schwierigkeiten spielend überwindet, eine einem hochentwickelten klanglichen Feingefühl dienende Anschlagkultur, Wärme der Empfindung und Kraft der Gestaltung machen ihm höchste Aufgaben erreichbar.“
Otto Ludwigs künstlerische Integrität wie auch sein herzliches Eingehen auf andere Menschen (darunter die zahlreichen Künstler, die im Verlauf der fast sechs Jahrzehnte seiner Tätigkeit nach Schloss Elmau zu Gast kamen) machten Ötte, wie er sich selbst nannte und sich auch von anderen nennen ließ, zu einer der tragenden Säulen des Elmauer Musiklebens. Künstler wie die Pianisten Wilhelm Kempff oder Elly Ney, die Geiger Yehudi Menuhin oder Dénes Zsigmondy, der Violoncellist Ludwig Hoelscher, der Tenor Peter Pears, der Bariton Hermann Prey, der Cembalist George Malcolm oder der Komponist und Pianist Benjamin Britten um nur einige zu nennen – ja, eigentlich alle Künstler, die nach Elmau kamen, – schätzten Otto Ludwig als geradezu idealen Begleiter und blieben ihm zumeist auch freundschaftlich verbunden.

## Aufnahmen
- Otto Ludwig: Tanzabend auf Schloss Elmau, LP, Elmau, 1957.
- Otto Ludwig spielt zum Tanz, LP, Elmau, 1958.
- Otto Ludwig: Tanzabend auf Schloss Elmau, LP, Elmau, 1965.
- Otto Ludwig: Heute Abend wird getanzt, LP, Hamburg (Philipps), 1969.
- Tanzabend in Schloss Elmau mit Otto Ludwig, 2 CDs mit Tänzen und Klaviermusik von Ludwig van Beethoven, Frédéric Chopin, Paul Lincke, Eduard Künneke, Johann Strauss (Sohn), Franz Schubert u. a., aufgenommen 1980/1981 in Schloss Elmau, Elmau, 1993.

| Personendaten    | Personendaten      |
| ---------------- | ------------------ |
| NAME             | Ludwig, Otto       |
| ALTERNATIVNAMEN  | Ötte (Spitzname)   |
| KURZBESCHREIBUNG | deutscher Pianist  |
| GEBURTSDATUM     | 19. November 1909  |
| GEBURTSORT       | Bochum             |
| STERBEDATUM      | 17. September 1992 |
| STERBEORT        | Schloss Elmau      |